# فرودگاه زایسان
فرودگاه زایسان (قزاقی: Zaisan Äuejaıy, Зайсан Әуежайы) یک فرودگاه همگانی در شهر زایسان و در کشور قزاقستان است.